# Deadly Hero
Pour plus de détails, voir Fiche technique et Distribution.
Deadly Hero est un film américain réalisé par Ivan Nagy, sorti en 1975.

## Fiche technique
- Titre : Deadly Hero
- Réalisation : Ivan Nagy
- Scénario : Don Petersen
- Photographie : Andrzej Bartkowiak
- Musique : Brad Fiedel et Tom Mandel
- Pays de production : États-Unis
- Format : Couleurs - 1,85:1 - Mono
- Genre : thriller
- Date de sortie : 1975

## Distribution
- Don Murray : Lacy
- Diahn Williams : Sally
- James Earl Jones : Rabbit
- Lilia Skala : Mrs. Broderick
- George S. Irving : Reilly
- Treat Williams : Billings
- Charles Siebert : Baker
- Hank Garrett : Buckley
- Dick Anthony Williams : D.A. Winston
- Conchata Ferrell : Slugger Ann
- Josh Mostel : Victor
- Beverly Johnson
- Danny DeVito : Harry
- Rutanya Alda
- Peter Maloney
- Irene Tsu
- Debbie Harry : Chanteuse (non créditée)
- Chris Stein : Guitariste (non crédité)